# Subdivisions du kraï du Kamtchatka

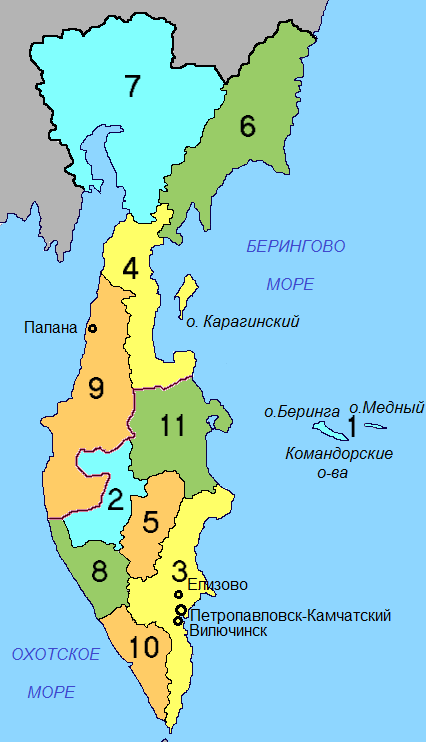
Carte des subdivisions du Kamtchatka.

L'administration territoriale du kraï du Kamtchatka est l'organisation des institutions et des administrations du territoire du kraï du Kamtchatka, un sujet extrême-oriental de la fédération de Russie. On recense de nombreuses communautés territoriales qui peuvent avoir un objectif politique (municipalités), électoral (circonscriptions électorales) ou administratif (raïons et certaines villes).

## Raïons
Les raïons administratifs sont les divisions principales du territoire du Kamtchatk, et il en compte au total onze. Chaque raïon est découpé afin d'être toujours proche d'une localité importante, qui en devient son chef-lieu. Leurs tailles varient granement, de 1 596 km2 pour le raïon de Nadejda à 27 102 km² pour le raïon de Terneï.

## Villes d'importance régionale
Les villes d'importance régionale sont au nombre de trois dans le kraï. Elles sont composées d'une seule ville qui agit comme centre administratif.

## Résumé en tableau
Liste des subdivisions régionales du kraï du Kamtchatka :
| N°                            | Subdivision               | Nom russe                | Centre administratif | Superficie (km2) | Population (2021) | Nombre de localités |
| Raïons                        | Raïons                    | Raïons                   | Raïons               | Raïons           | Raïons            |                     |
| ----------------------------- | ------------------------- | ------------------------ | -------------------- | ---------------- | ----------------- | ------------------- |
| 1                             | Raïon des Aléoutiennes    | Алеутский район          | Nikolskoïe           | 1 580            | 654               | 1                   |
| 2                             | Raïon de la Bystraïa      | Быстринский район        | Esso                 | 23 377           | 2 502             | 2                   |
| 3                             | Raïon de Ielizovo         | Елизовский район         | Ielizovo             | 40 996           | 59 777            | 27                  |
| 4                             | Raïon du Karaga           | Карагинский район        | Ossora               | 40 641           | 3 437             | 6                   |
| 5                             | Raïon de Milkovo          | Мильковский район        | Milkovo              | 22 590           | 9 010             | 7                   |
| 6                             | Raïon d'Olioutorsk        | Олюторский район         | Tilitchiki           | 72 352           | 3 700             | 8                   |
| 7                             | Raïon de Penjina          | Пенжинский район         | Kamenskoïe           | 116 086          | 2 091             | 7                   |
| 8                             | Raïon de Sobolevo         | Соболевский район        | Sobolevo             | 21 076           | 2 018             | 4                   |
| 9                             | Raïon de Tiguil           | Тигильский район         | Tiguil               | 63 484           | 3 716             | 8                   |
| 10                            | Raïon d'Oust-Bolcheretsk  | Усть-Большерецкий район  | Oust-Bolcheretsk     | 20 626           | 6 301             | 9                   |
| 11                            | Raïon d'Oust-Kamtchatsk   | Усть-Камчатский район    | Oust-Kamtchatsk      | 40 837           | 8 988             | 5                   |
| Villes d'importance régionale |                           |                          |                      |                  |                   |                     |
|                               | Ielizovo                  | Елизово                  |                      |                  | 36 240            | 1                   |
|                               | Petropavlovsk-Kamtchatski | Петропавловск-Камчатский |                      |                  | 164 900           | 1                   |
|                               | Vilioutchinsk (ZATO)      | Вилючинск                |                      |                  | 21 774            | 1                   |

## Localités
Il y a au 1er janvier 2021, 88 localités au Kamtchatka, qui peuvent avoir différents statuts, bien que n'ayant jamais de pouvoir. Les localités peuvent être des villages (selo), des hameaus (derevnia), des possiolok, etc.

## Circonscription électorale
Le kraï forme une seule circonscription électorale, la circonscription du Kamtchatka.